# Raymond Meunier
Raymond Meunier (1920 – 17 de junio de 2010) fue un actor cinematográfico y televisivo de nacionalidad francesa.
Figura familiar del cine popular francés, su papel más célebre fue el de Monseigneur, uno de los prisioneros que busca evadirse en el film Le Trou, de Jacques Becker.
En televisión fue conocido por encarnar a Blanchot, el escudero gruñón de Thibaud, en la serie Thibaud ou les Croisades.
Raymond Meunier falleció en Puilboreau, Francia, en 2010. Fue enterrado en el Cementerio de Laleu.

## Filmografía

### Cine
| - 1947 : Miroir, de Raymond Lamy - 1947 : La Figure de proue, de Christian Stengel - 1948 : Marlène, de Pierre de Hérain - 1949 : Ronde de nuit, de François Campaux - 1949 : L'Héroïque Monsieur Boniface, de Maurice Labro - 1951 : Le Garçon sauvage, de Jean Delannoy - 1952 : L'amour n'est pas un péché, de Claude Cariven - 1959 : Le Trou, de Jacques Becker - 1960 : La Vérité, de Henri-Georges Clouzot - 1961 : Le Monocle noir, de Georges Lautner - 1961 : Le Septième Juré, de Georges Lautner - 1961 : En plein cirage, de Georges Lautner - 1961 : Carillons sans joie, de Georges Brabant - 1962 : L'Œil du Monocle, de Georges Lautner - 1963 : Des pissenlits par la racine, de Georges Lautner - 1964 : Le Monocle rit jaune, de Georges Lautner - 1965 : Pas de caviar pour tante Olga, de Jean Becker | - 1965 : ¿Arde París?, de René Clément - 1966 : Tendre Voyou, de Jean Becker - 1966 : La Grande sauterelle, de Georges Lautner - 1968 : L'Astragale, de Guy Casaril - 1969 : Dernier domicile connu, de José Giovanni - 1970 : Mourir d'aimer, de André Cayatte - 1970 : Fusil chargé, de Carlo Lombardini - 1971 : Le drapeau noir flotte sur la marmite, de Michel Audiard - 1972 : Demasiado bonitas para ser honestas, de Richard Balducci - 1973 : Les Gaspards, de Pierre Tchernia - 1975 : La ville est à nous, de Serge Poljinsky - 1982 : L'Été meurtrier, de Jean Becker - 1984 : Le Soulier de satin, de Manoel de Oliveira - 1991 : Loulou Graffiti, de Christian Lejalé |

### Cortometrajes
- 2004 : Fort intérieur, de Patrick Poubel
- 2005 : Angélus, de Stéphane Ballouhey

### Televisión
- 1962 : Le taxi (L'inspecteur Leclerc enquête), de Vicky Ivernel
- 1963 : Ultra confidenciel (L'inspecteur Leclerc enquête), de Marcel Bluwal
- 1968 : Thibaud ou les Croisades, de Henri Colpi
- 1969 : Fortune, de Henri Colpi
- 1969 : Le Cœur cambriolé, de Lazare Iglesis
- 1970 : Les Enquêtes du commissaire Maigret, de Claude Barma, episodio L'écluse n° 1
- 1976 : Le Milliardaire, telefilm de Robert Guez
- 1980 : Patricia, de Emmanuel Fonlladosa